# Brutelles
Brutelles est une commune française située dans le département de la Somme en région Hauts-de-France.
Depuis juillet 2020, la commune fait partie du parc naturel régional Baie de Somme - Picardie maritime.
Ses habitants sont les Brutellois et les Brutelloises.

## Géographie

### Localisation
Brutelles est un village picard du Vimeu.
La localité est située, à vol d'oiseau, à 6 km au nord-ouest de Friville-Escarbotin, 9 km au sud-ouest de Saint-Valery-sur-Somme, 13 km au nord-est d'Eu-Le Tréport, 23 km à l'ouest d'Abbeville, 40 km au nord-est de Dieppe et à 62 km au nord-ouest d'Amiens.
Le territoire de la commune est limitrophe de ceux de six communes.
Les communes limitrophes sont  Bourseville, Cayeux-sur-Mer, Lanchères, Saint-Blimont, Vaudricourt et Woignarue.

### Risques naturels
La commune présente un risque de submersion marine.
Les inondations de 1990 ont particulièrement marqué la mémoire collective locale.

### Hydrographie
Entre Brutelles et le littoral se trouvent d'importantes zones humides et bocagères, le village étant situé à la limite de la falaise morte.

#### Réseau hydrographique
La commune est située dans le bassin Artois-Picardie. Elle est drainée par le canal de Lanchère S Nord, le canal de Lanchère S Sud et divers autres petits cours d'eau.

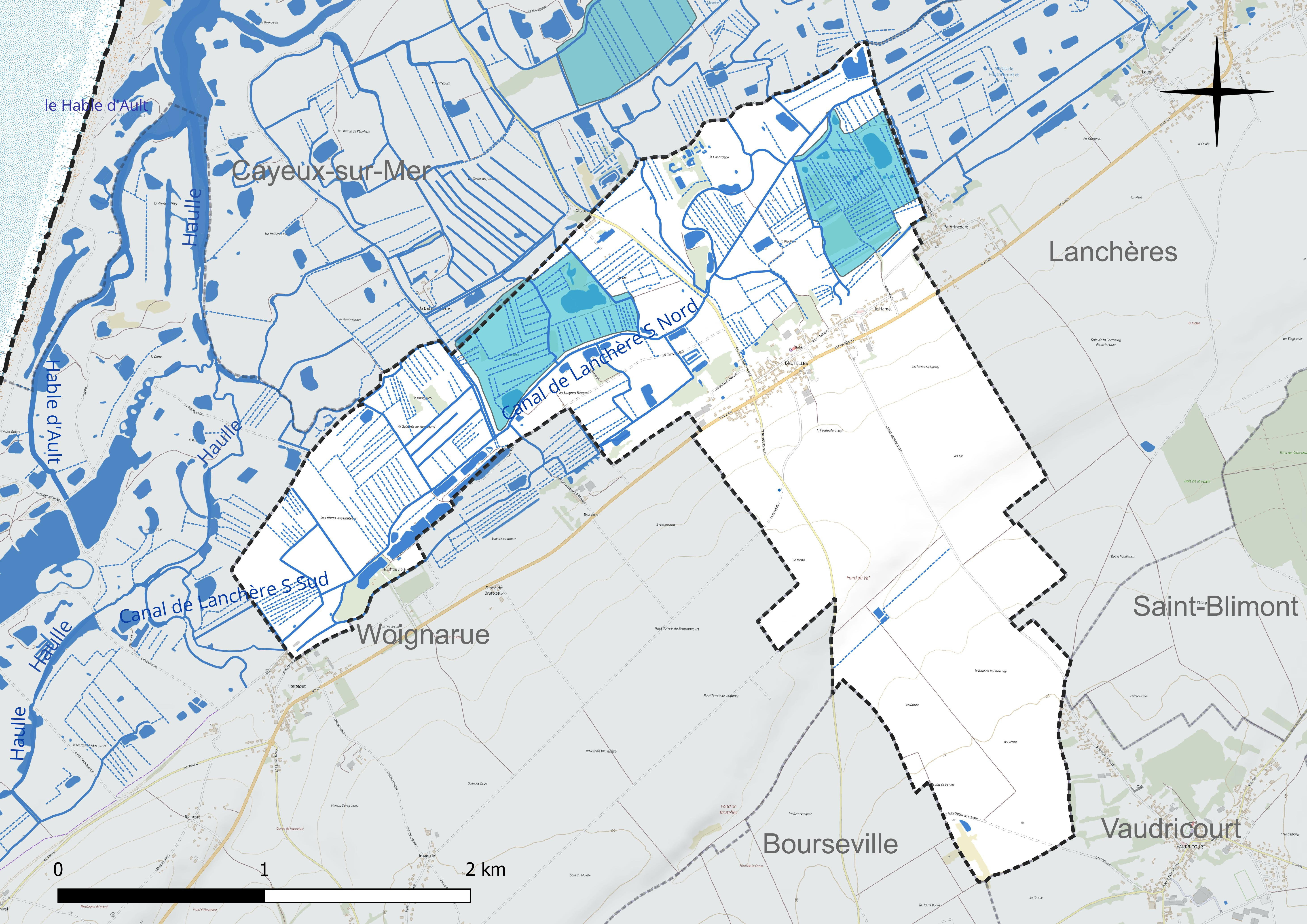
Réseau hydrographique de Brutelles.

#### Gestion et qualité des eaux
Le territoire communal est couvert par le schéma d'aménagement et de gestion des eaux (SAGE) « Somme aval et Cours d'eau côtiers ». Ce document de planification concerne un territoire de 1 835 km2 de superficie, délimité par le bassin versant de la Somme canalisée. Le périmètre a été arrêté le 29 avril 2010 et le SAGE proprement dit a été approuvé le 6 août 2019. La structure porteuse de l'élaboration et de la mise en œuvre est le syndicat mixte d'aménagement hydraulique du bassin versant de la Somme (AMEVA).
La qualité des cours d'eau peut être consultée sur un site dédié géré par les agences de l'eau et l'Agence française pour la biodiversité.

### Climat
Pour des articles plus généraux, voir Climat des Hauts-de-France et Climat de la Somme.
En 2010, le climat de la commune est de type climat océanique franc, selon une étude du CNRS s'appuyant sur une série de données couvrant la période 1971-2000. En 2020, Météo-France publie une typologie des climats de la France métropolitaine dans laquelle la commune est exposée à un climat océanique et est dans la région climatique Côtes de la Manche orientale, caractérisée par un faible ensoleillement (1 550 h/an) ; forte humidité de l'air (plus de 20 h/jour avec humidité relative > 80 % en hiver), vents forts fréquents.
Pour la période 1971-2000, la température annuelle moyenne est de 10,7 °C, avec une amplitude thermique annuelle de 12,6 °C. Le cumul annuel moyen de précipitations est de 813 mm, avec 11,8 jours de précipitations en janvier et 8,7 jours en juillet. Pour la période 1991-2020, la température moyenne annuelle observée sur la station météorologique la plus proche, située sur la commune de Cayeux-sur-Mer à 5 km à vol d'oiseau, est de 11,4 °C et le cumul annuel moyen de précipitations est de 761,1 mm,. Pour l'avenir, les paramètres climatiques de la commune estimés pour 2050 selon différents scénarios d'émission de gaz à effet de serre sont consultables sur un site dédié publié par Météo-France en novembre 2022.
| Mois                                  | jan.           | fév.           | mars          | avril         | mai           | juin          | jui.        | août          | sep.          | oct.          | nov.          | déc.          | année      |
| ------------------------------------- | -------------- | -------------- | ------------- | ------------- | ------------- | ------------- | ----------- | ------------- | ------------- | ------------- | ------------- | ------------- | ---------- |
| Température minimale moyenne (°C)     | 3              | 2,5            | 4             | 5,6           | 8,8           | 11,8          | 13,7        | 14            | 11,5          | 9,4           | 6,2           | 3,8           | 7,9        |
| Température moyenne (°C)              | 5,4            | 5,3            | 7,4           | 10,1          | 12,9          | 15,9          | 17,9        | 18            | 15,7          | 12,8          | 8,9           | 6,3           | 11,4       |
| Température maximale moyenne (°C)     | 7,8            | 8,1            | 10,8          | 14,6          | 17            | 20            | 22,2        | 22            | 19,9          | 16,2          | 11,7          | 8,8           | 14,9       |
| Record de froid (°C) date du record   | −10,6 07.01.09 | −13,8 12.02.12 | −6,7 13.03.13 | −4,6 07.04.13 | −0,3 15.05.10 | 2 01.06.06    | 6 16.07.19  | 6,8 31.08.11  | 0,4 30.09.18  | −1,3 26.10.10 | −5,2 29.11.10 | −8,3 03.12.10 | −13,8 2012 |
| Record de chaleur (°C) date du record | 16,7 01.01.22  | 18,8 24.02.21  | 23,1 30.03.17 | 25,5 20.04.19 | 28,7 17.05.17 | 35,8 21.06.17 | 41 19.07.22 | 35,4 09.08.20 | 33,7 10.09.23 | 28,5 01.10.11 | 20,6 07.11.15 | 16,3 31.12.22 | 41 2022    |
| Précipitations (mm)                   | 65,8           | 56             | 47            | 33,2          | 49,9          | 50,6          | 55,2        | 80,9          | 55,2          | 86,7          | 90,9          | 89,7          | 761,1      |

## Urbanisme

### Typologie
Au 1er janvier 2024, Brutelles est catégorisée commune rurale à habitat dispersé, selon la nouvelle grille communale de densité à sept niveaux définie par l'Insee en 2022.
Elle est située hors unité urbaine. Par ailleurs la commune fait partie de l'aire d'attraction de Friville-Escarbotin, dont elle est une commune de la couronne,. Cette aire, qui regroupe 33 communes, est catégorisée dans les aires de moins de 50 000 habitants,.

### Occupation des sols
L'occupation des sols de la commune, telle qu'elle ressort de la base de données européenne d'occupation biophysique des sols Corine Land Cover (CLC), est marquée par l'importance des territoires agricoles (94,4 % en 2018), une proportion sensiblement équivalente à celle de 1990 (94,3 %). La répartition détaillée en 2018 est la suivante :
terres arables (58,2 %), prairies (36,1 %), zones urbanisées (5,3 %), zones humides intérieures (0,4 %), zones agricoles hétérogènes (0,1 %). L'évolution de l'occupation des sols de la commune et de ses infrastructures peut être observée sur les différentes représentations cartographiques du territoire : la carte de Cassini (XVIIIe siècle), la carte d'état-major (1820-1866) et les cartes ou photos aériennes de l'IGN pour la période actuelle (1950 à aujourd'hui).

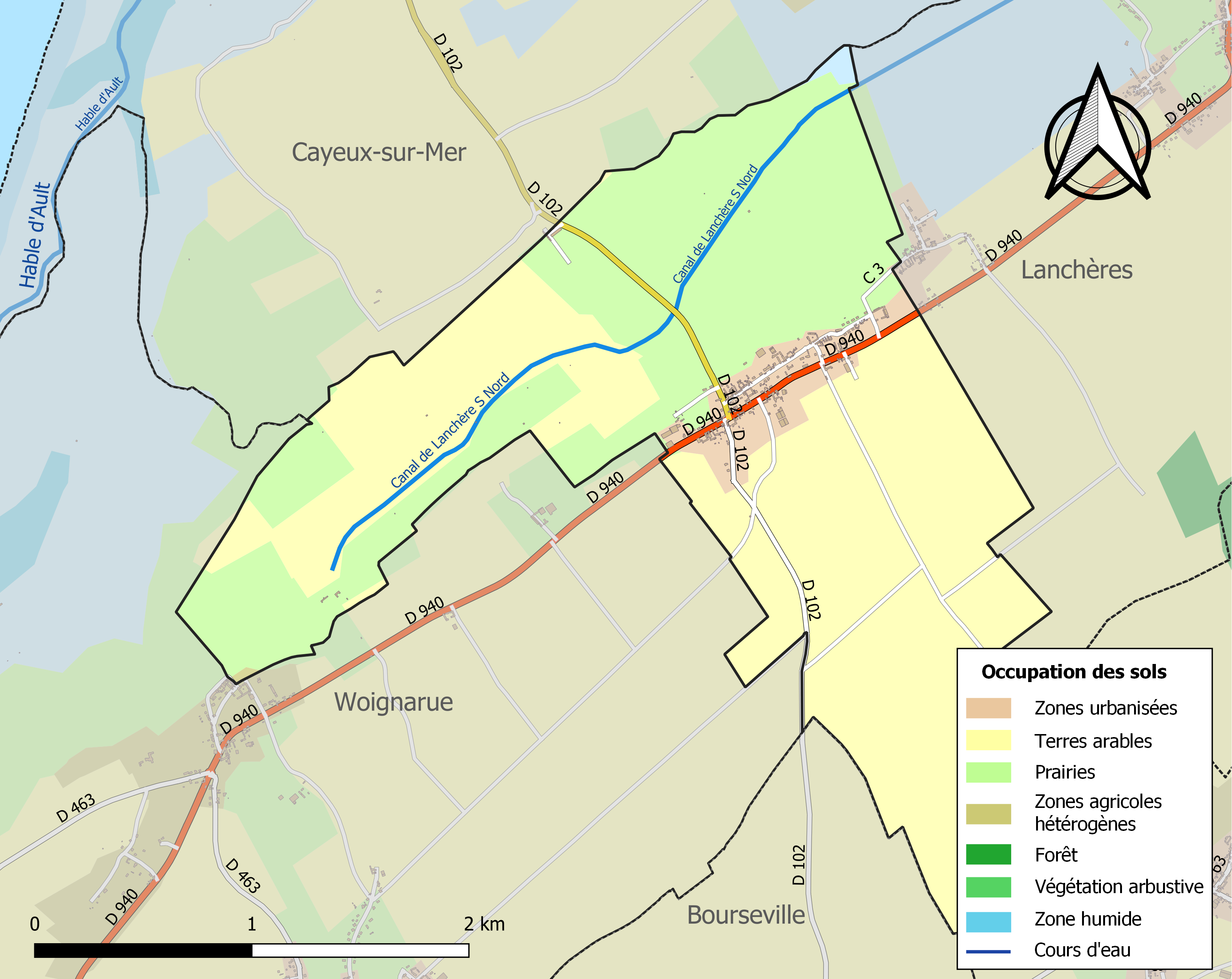
Carte des infrastructures et de l'occupation des sols de la commune en 2018 (CLC).

### Voies de communication et transports
Brutelles se trouve au croisement des axes Cayeux - Escarbotin (RD 102) et Saint-Valery - Le Tréport (ancienne route nationale 40, actuelle RD 940)
En 2019, elle est desservie par la ligne d'autocars no 5 (Cayeux - Friville-Escarbotin - Abbeville) du réseau Trans'80, Hauts-de-France, chaque jour de la semaine sauf le dimanche et les jours fériés.

## Toponymie
Le nom de la localité est attesté sous les formes Broustele (1185.) ; Brostel (1210.) ; Broustel (1262.) ; Brustel (1262.) ; Brontelles (1507.) ; Broutelles (1556.) ; Broutelle (1567.) ; Broustelle (1657.) ; Brouteles (1710.) ; Boutele (1733.) ; Brutelle (1757.) ; Broutelles-Notre-Dame (1764.) ; Broutel (1778.) ; Bruste… ; Brutelles (1801.).
Le Hamel (petit hameau) formait un fief distinct attesté sous les formes Le Hamel en 1757 ; Hamel-lès-Brutelles en 1762.

## Histoire
Au XVe siècle, le Hamel (petit hameau aujourd'hui non indiqué par la signalisation routière) formait alors un fief distinct.[réf. nécessaire]

Brutelles au tout début du XXe siècle
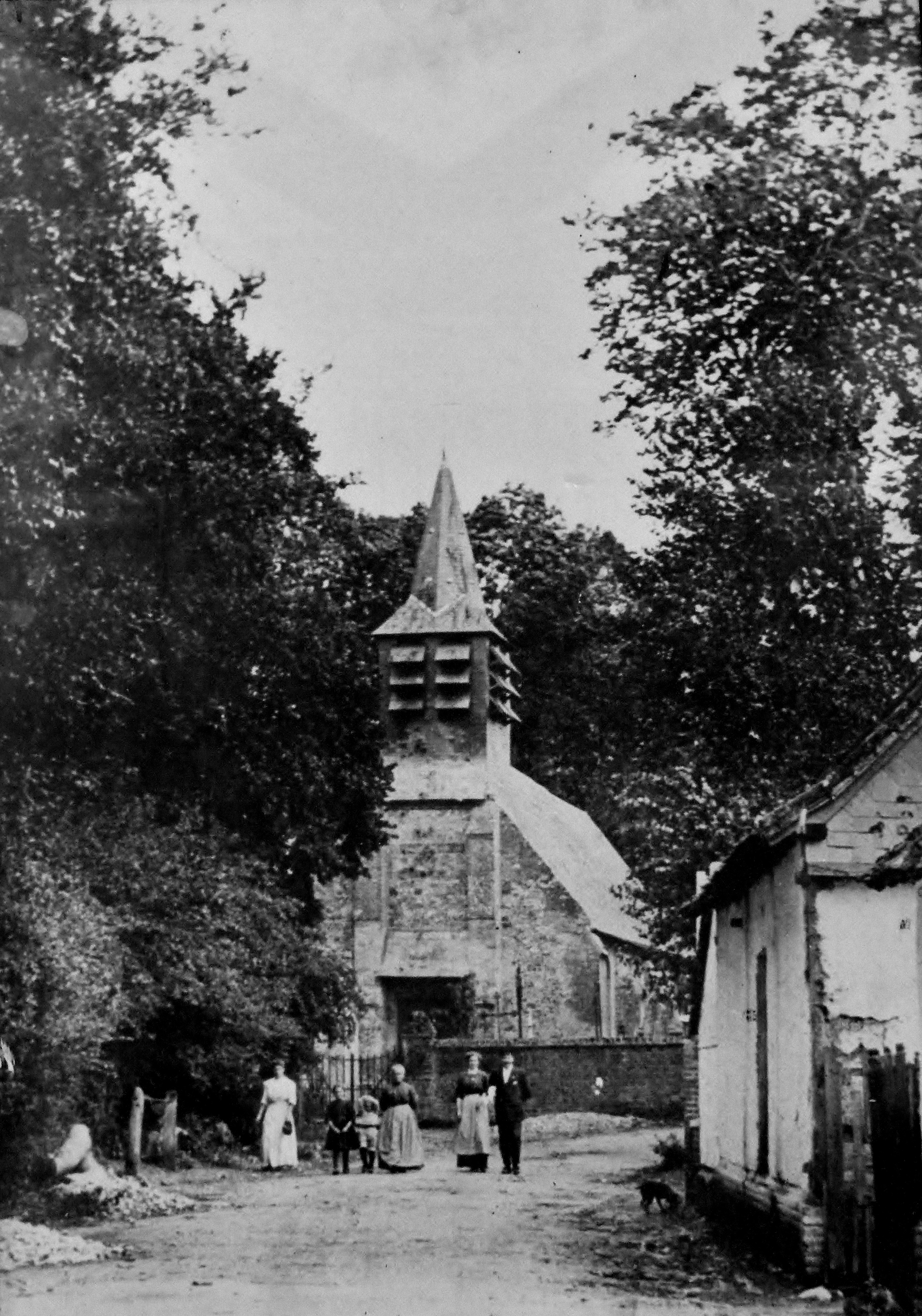
L'église
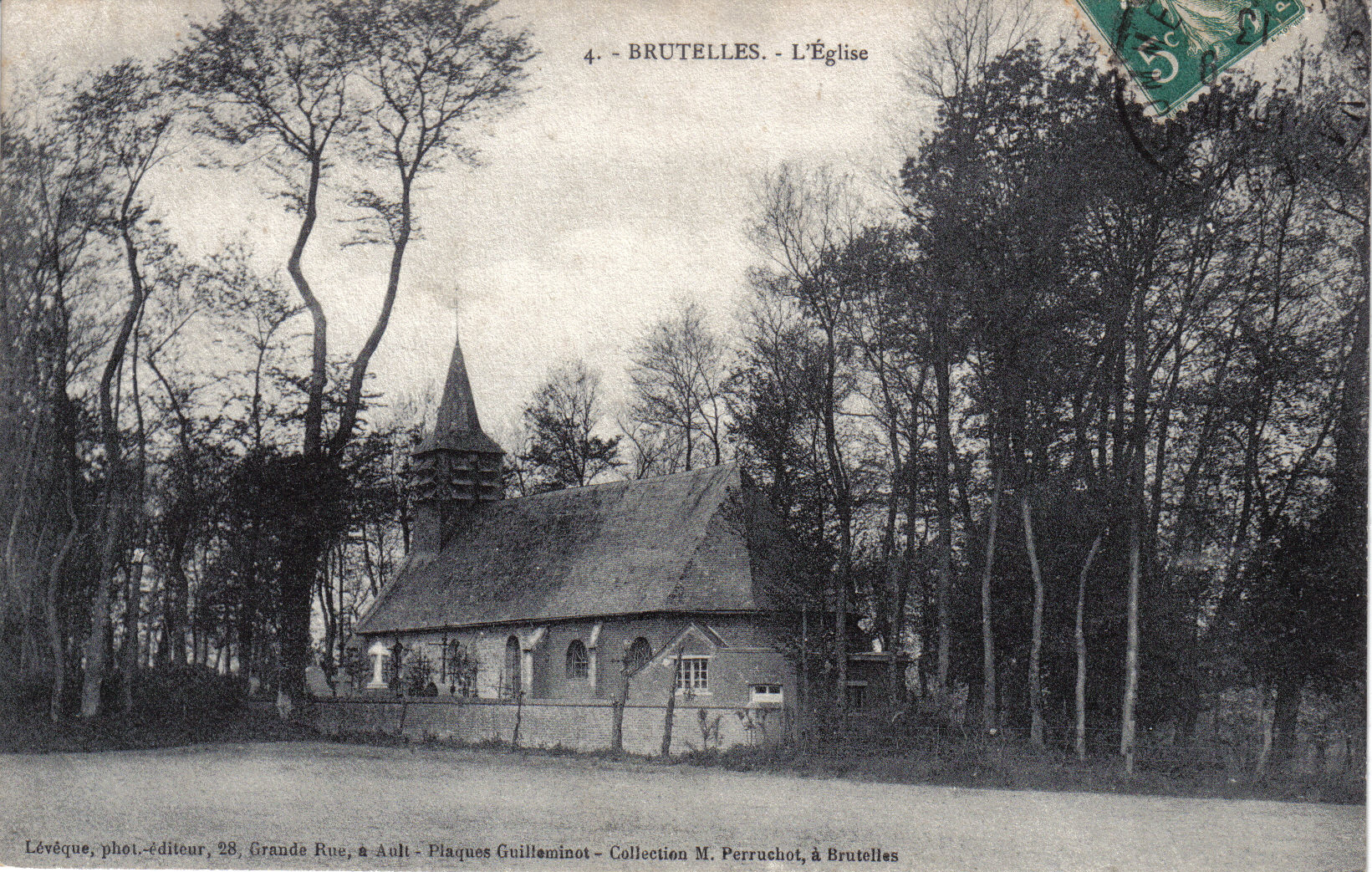
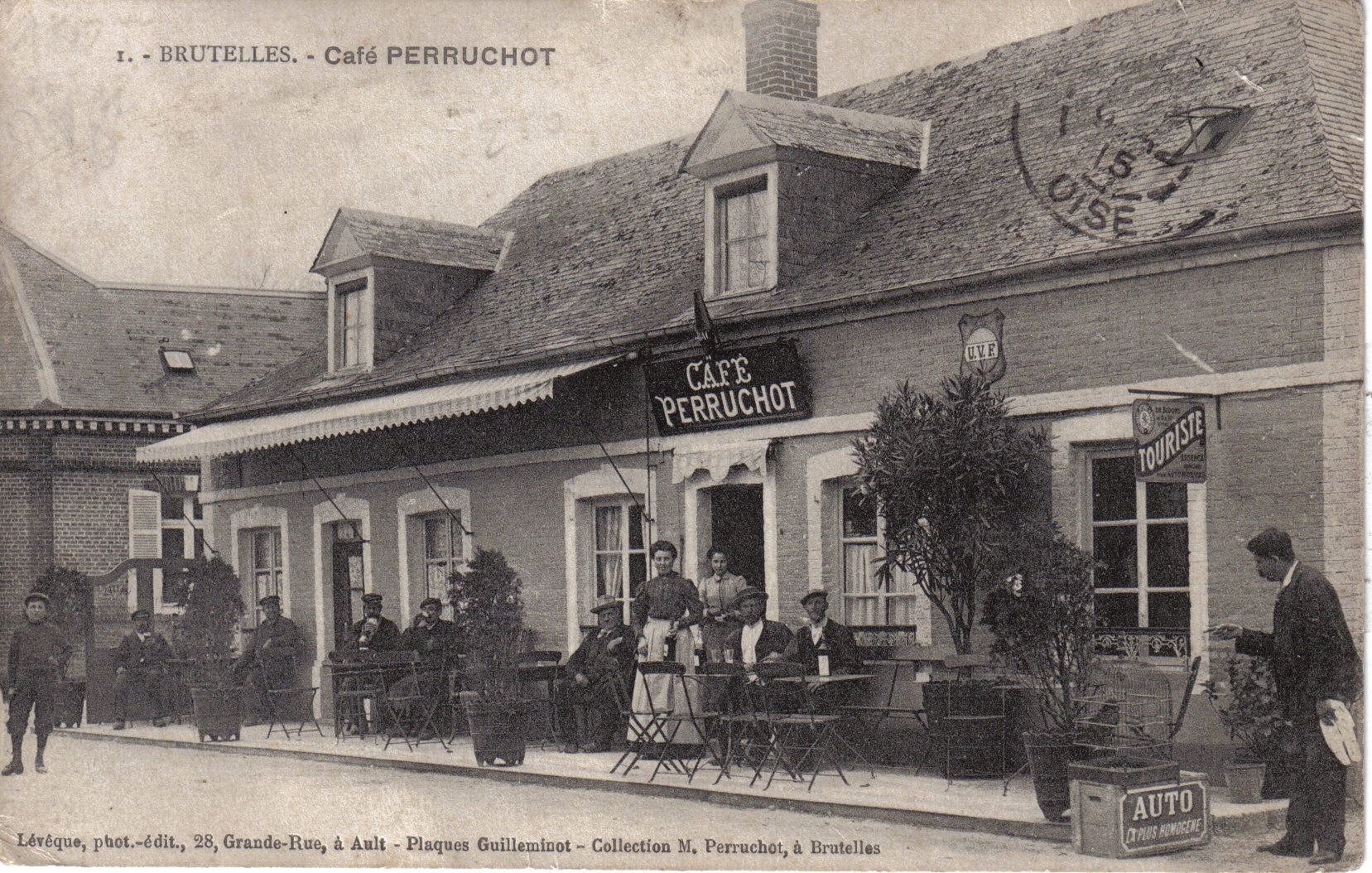
Café Perruchot
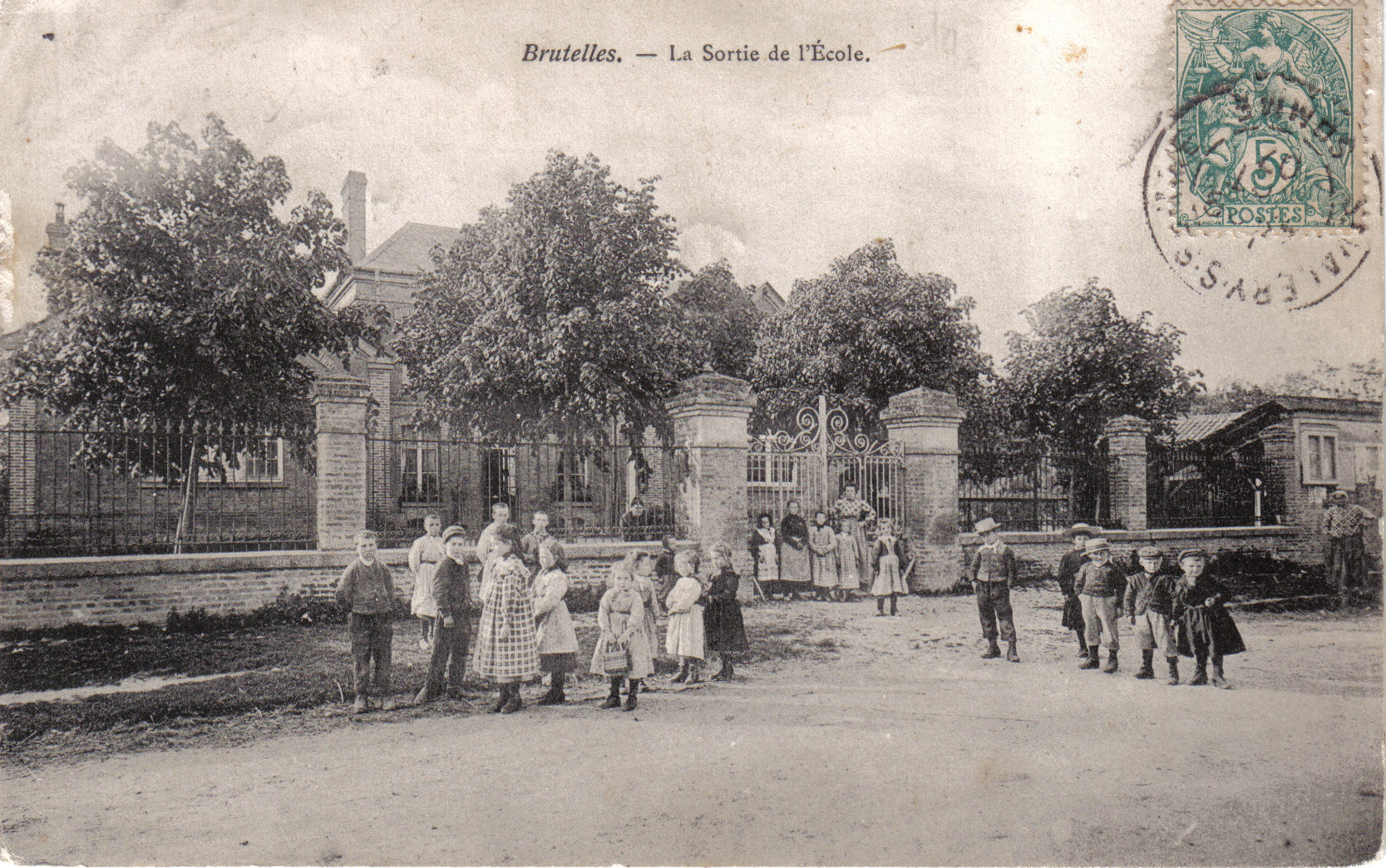
La sortie de l'école
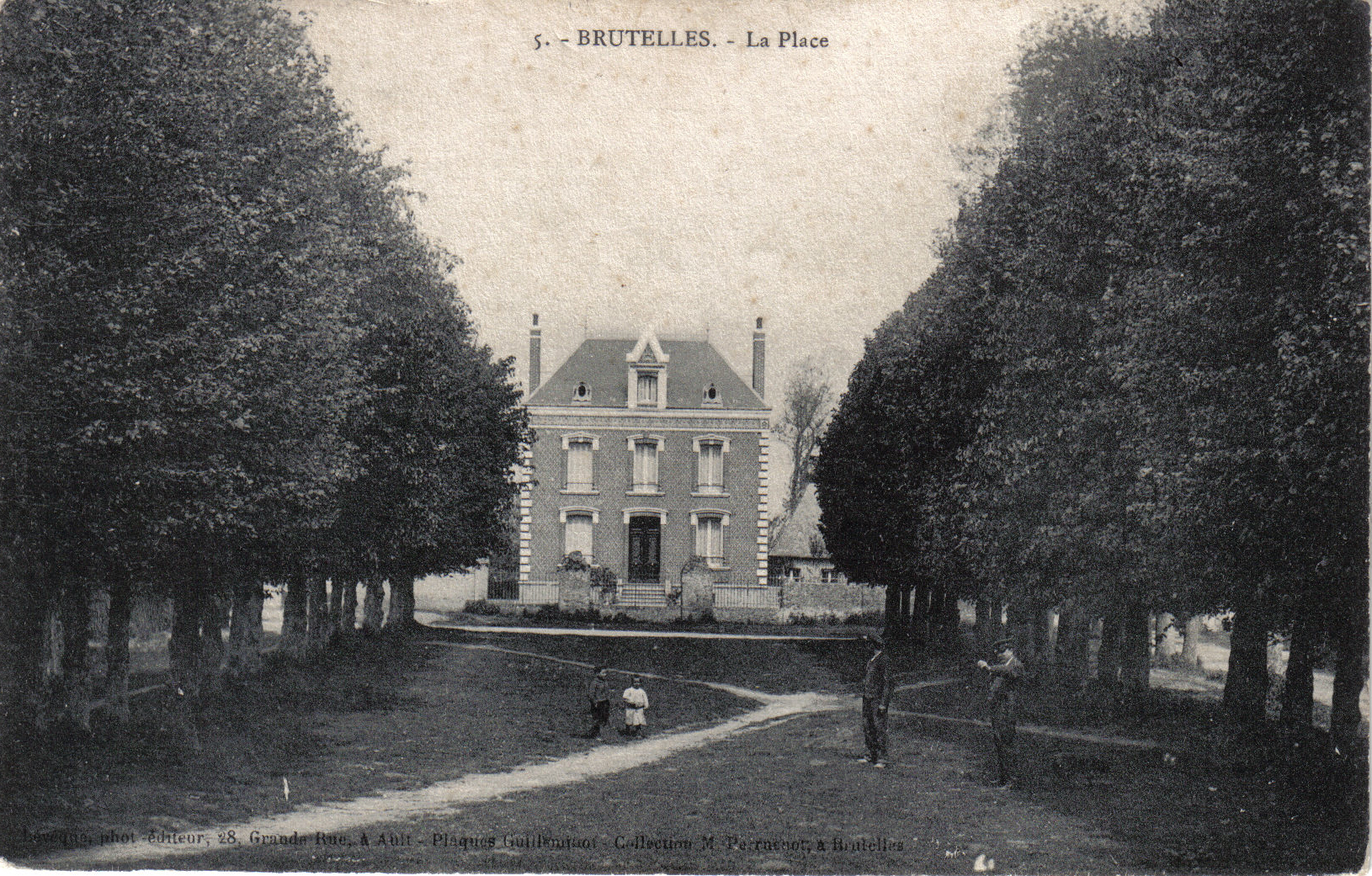
La Place
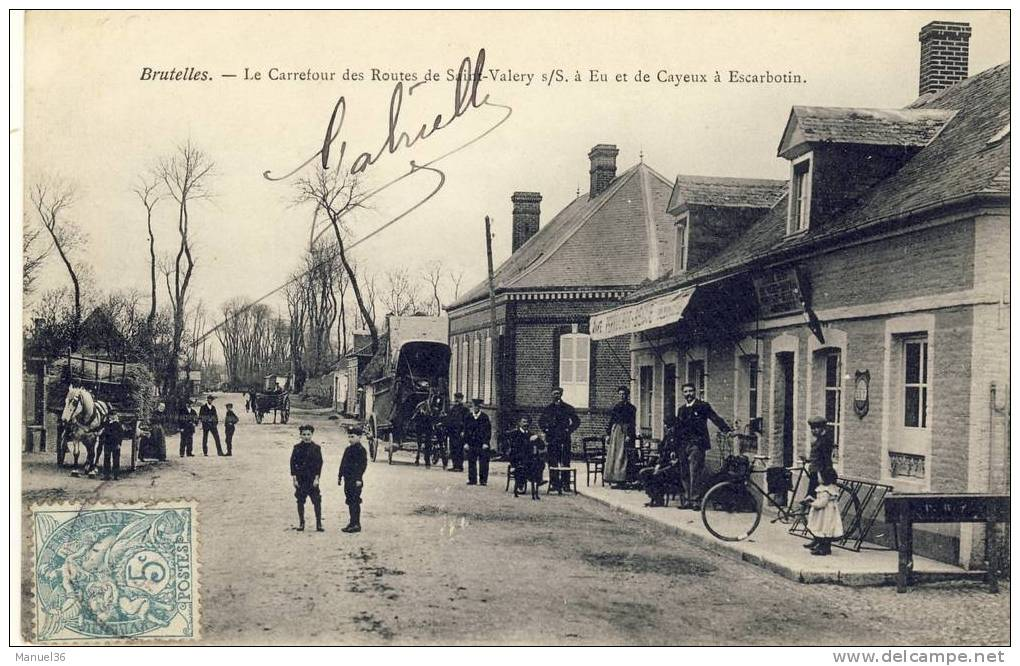
Carrefour des rues de Saint-Valery à Eu et de Cayeux à Escarbotin
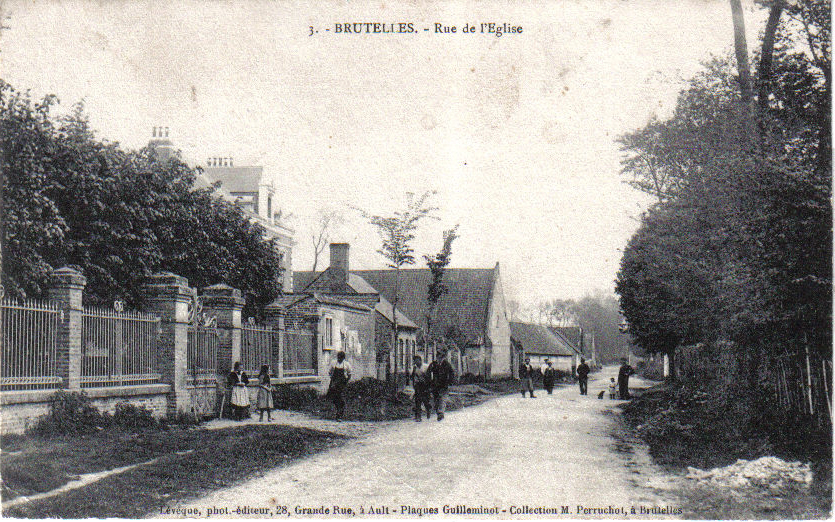
Rue de l'église
La ferme du Hamel, au bout de la rue de l'église vers Poutrincourt.
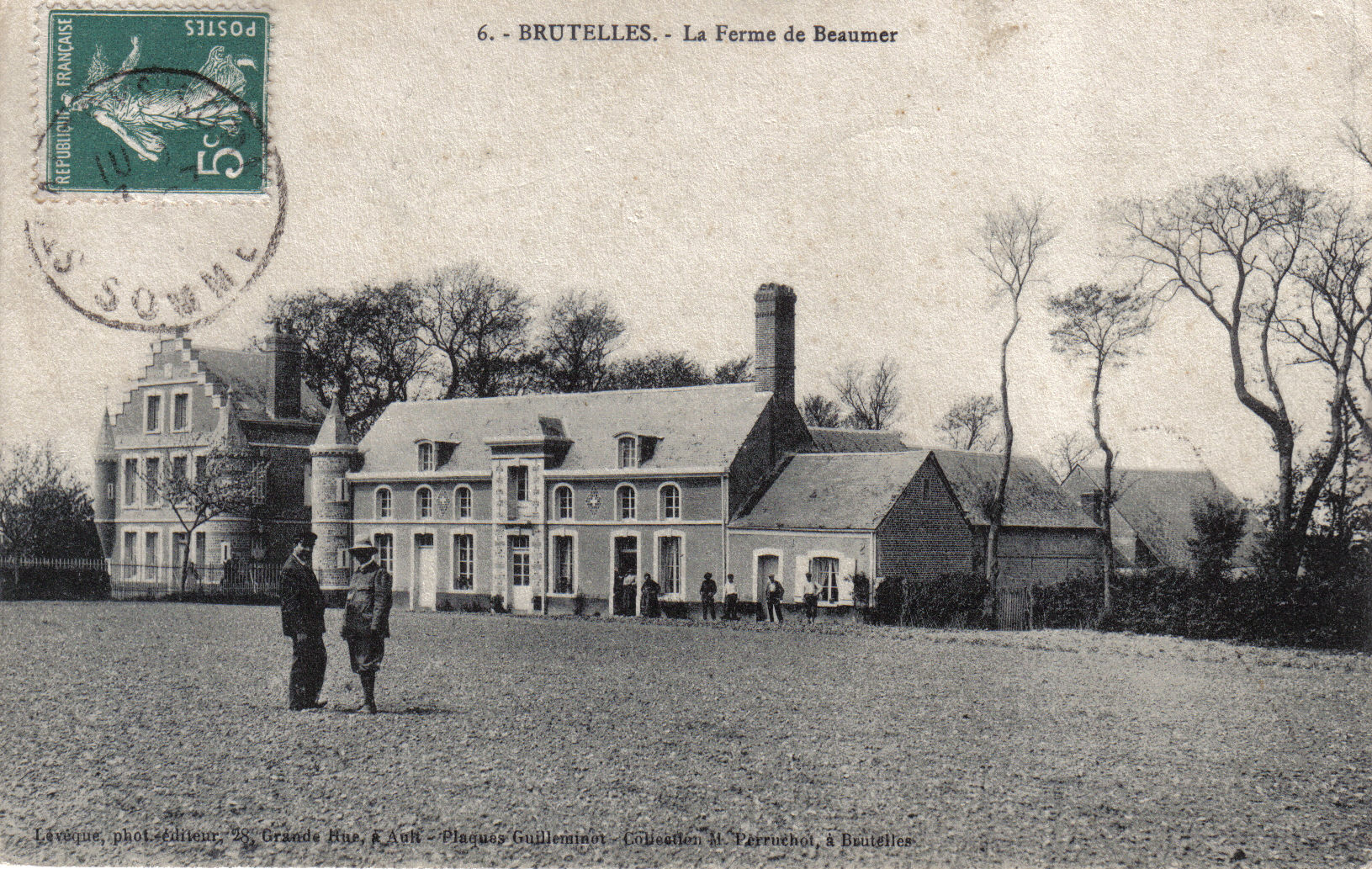
Ferme de Beaumer, entre Hautebut et Brutelles

## Politique et administration
| Période                                  | Période                       | Identité         | Étiquette   | Qualité                    |
| ---------------------------------------- | ----------------------------- | ---------------- | ----------- | -------------------------- |
| Les données manquantes sont à compléter. |                               |                  |             |                            |
| 1989                                     | 2008                          | André Maison,    | SE puis DVD | Agriculteur                |
| mars 2008                                | 2020                          | Daniel Girard    | NC          |                            |
| 2020                                     | En cours (au 18 octobre 2020) | Françoise Maison |             | Belle-fille d'André Maison |

### Tendances politiques et résultats
| Scrutin              | 1er tour | 1er tour | 1er tour | 1er tour | 1er tour | 1er tour | 1er tour | 1er tour | 1er tour | 1er tour | 1er tour | 1er tour |     | 2e tour | 2e tour | 2e tour | 2e tour | 2e tour | 2e tour | 2e tour | 2e tour | 2e tour |
| Scrutin              | 1er      | 1er      | %        | 2e       | 2e       | %        | 3e       | 3e       | %        | 4e       | 4e       | %        | 1er | 1er     | %       | 2e      | 2e      | %       | 3e      | 3e      | %       |         |
| -------------------- | -------- | -------- | -------- | -------- | -------- | -------- | -------- | -------- | -------- | -------- | -------- | -------- | --- | ------- | ------- | ------- | ------- | ------- | ------- | ------- | ------- | ------- |
| Départementales 2021 |          | DVG      | 34,78    |          | UCD      | 30,43    |          | UGE      | 17,39    |          | RN       | 17,39    |     |         | UCD     | 75,64   |         | UGE     | 24,36   |         |         |         |
| Régionales 2021      |          | UCD      | 64,37    |          | RN       | 17,24    |          | UGE      | 12,64    |          | LREM     | 3,45     |     | UCD     | 73,17   |         | RN      | 13,41   |         | UGE     | 13,41   |         |
| Présidentielle 2022  |          | RN       | 35,66    |          | LREM     | 34,88    |          | LFI      | 11,63    |          | REC      | 4,65     |     | LREM    | 51,20   |         | RN      | 48,80   |         |         |         |         |
| Législatives 2022    |          | LR       | 41,00    |          | RN       | 24,00    |          | LREM     | 22,00    |          | PCF      | 11,00    |     | LR      | 58,95   |         | RN      | 41,05   |         |         |         |         |
| Européennes 2024     |          | RN       | 33,64    |          | DVD      | 22,43    |          | RE       | 14,02    |          | PS       | 8,41     |     |         |         |         |         |         |         |         |         |         |
| Législatives 2024    |          | RN       | 46,40    |          | LR       | 36,80    |          | PCF      | 12,00    |          | HOR      | 4,80     |     | RN      | 51,61   |         | LR      | 48,39   |         |         |         |         |

## Population et société

### Démographie

#### Évolution démographique
L'évolution du nombre d'habitants est connue à travers les recensements de la population effectués dans la commune depuis 1793. Pour les communes de moins de 10 000 habitants, une enquête de recensement portant sur toute la population est réalisée tous les cinq ans, les populations de référence des années intermédiaires étant quant à elles estimées par interpolation ou extrapolation. Pour la commune, le premier recensement exhaustif entrant dans le cadre du nouveau dispositif a été réalisé en 2007.

En 2022, la commune comptait 199 habitants, en évolution de −2,93 % par rapport à 2016 (Somme : −1,26 %, France hors Mayotte : +2,11 %).
| 1793 | 1800 | 1806 | 1821 | 1831 | 1836 | 1841 | 1846 | 1851 |
| ---- | ---- | ---- | ---- | ---- | ---- | ---- | ---- | ---- |
| 248  | 265  | 228  | 266  | 272  | 279  | 293  | 323  | 336  |

| 1856 | 1861 | 1866 | 1872 | 1876 | 1881 | 1886 | 1891 | 1896 |
| ---- | ---- | ---- | ---- | ---- | ---- | ---- | ---- | ---- |
| 319  | 336  | 338  | 333  | 354  | 339  | 327  | 329  | 297  |

| 1901 | 1906 | 1911 | 1921 | 1926 | 1931 | 1936 | 1946 | 1954 |
| ---- | ---- | ---- | ---- | ---- | ---- | ---- | ---- | ---- |
| 312  | 309  | 277  | 215  | 201  | 202  | 238  | 204  | 205  |

| 1962 | 1968 | 1975 | 1982 | 1990 | 1999 | 2006 | 2007 | 2012 |
| ---- | ---- | ---- | ---- | ---- | ---- | ---- | ---- | ---- |
| 193  | 189  | 164  | 183  | 200  | 179  | 188  | 189  | 184  |

| 2017 | 2022 | - | - | - | - | - | - | - |
| ---- | ---- | - | - | - | - | - | - | - |
| 207  | 199  | - | - | - | - | - | - | - |

#### Pyramide des âges
En 2018, le taux de personnes d'un âge inférieur à 30 ans s'élève à 30,5 %, soit en dessous de la moyenne départementale (36,4 %). De même, le taux de personnes d'âge supérieur à 60 ans est de 22,7 % la même année, alors qu'il est de 26,0 % au niveau départemental.
En 2018, la commune comptait 101 hommes pour 105 femmes, soit un taux de 50,97 % de femmes, légèrement inférieur au taux départemental (51,49 %).
Les pyramides des âges de la commune et du département s'établissent comme suit.
| Hommes | Classe d’âge | Femmes |
| ------ | ------------ | ------ |
| 0,0    | 90 ou +      | 2,8    |
| 8,9    | 75-89 ans    | 5,7    |
| 13,9   | 60-74 ans    | 14,2   |
| 26,7   | 45-59 ans    | 30,2   |
| 21,8   | 30-44 ans    | 15,1   |
| 9,9    | 15-29 ans    | 15,1   |
| 18,8   | 0-14 ans     | 17,0   |

| Hommes | Classe d’âge | Femmes |
| ------ | ------------ | ------ |
| 0,6    | 90 ou +      | 1,8    |
| 6,7    | 75-89 ans    | 9,4    |
| 17,2   | 60-74 ans    | 18,1   |
| 19,8   | 45-59 ans    | 19,1   |
| 18,2   | 30-44 ans    | 17,5   |
| 19,4   | 15-29 ans    | 18     |
| 18,2   | 0-14 ans     | 16,2   |

## Culture locale et patrimoine

### Lieux et monuments
- L'église de l'Assomption-de-la-Vierge,
- Ferme du Hamel, datant du XVIe siècle, située au bout de la rue de l'église vers Poutrincourt.
- Ferme de Beaumer, elle se trouve sur la départementale 940 entre Hautebut et Brutelles.
- Château d'eau, décoré par une fresque, afin d'atténuer l'agressivité de cette tour de béton se dressant, comme d'autres, à l'horizon, dans la plaine de la Picardie maritime.

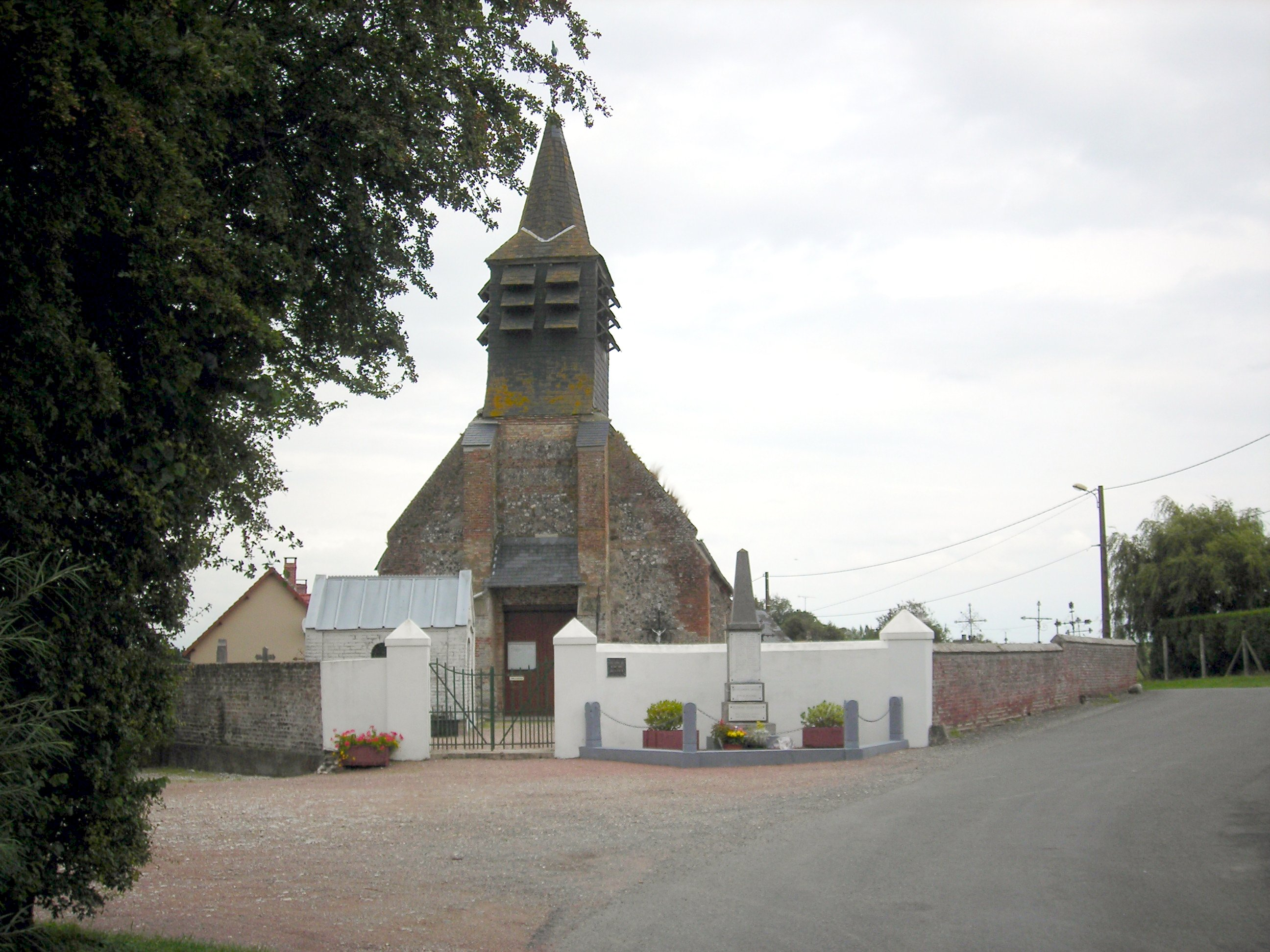
L'église.
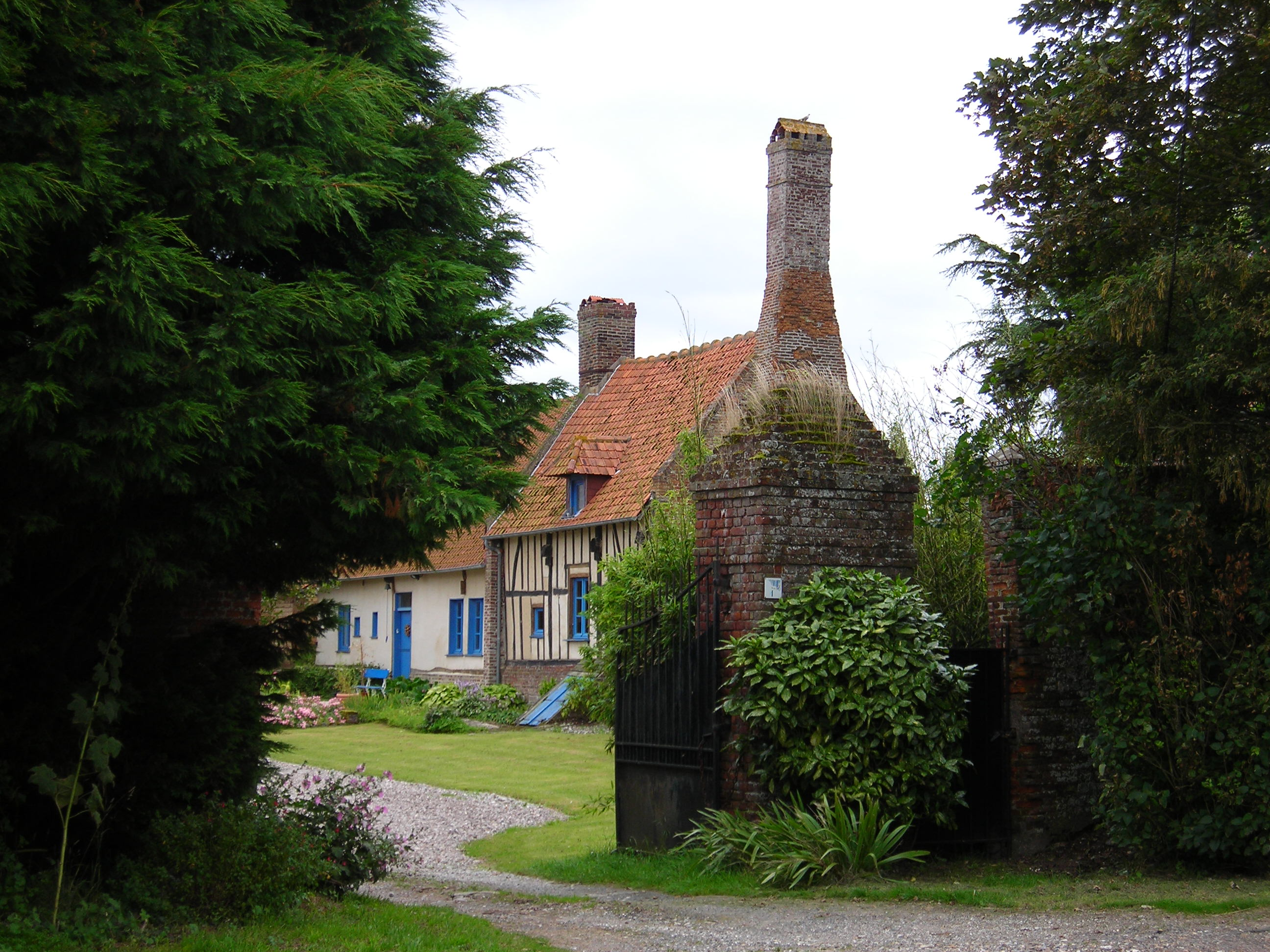
La ferme du Hamel.
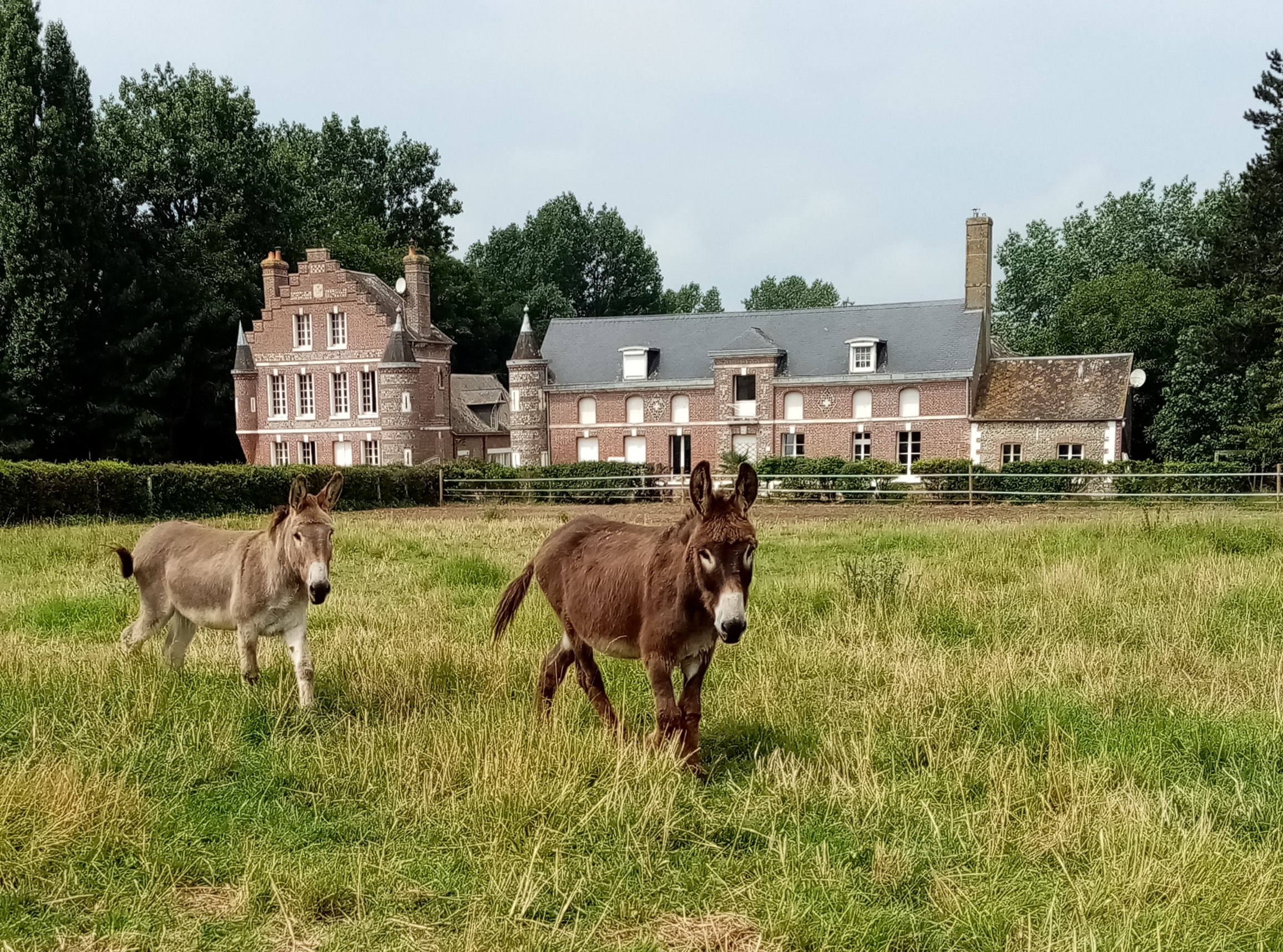
Ânes devant la ferme de Beaumer.
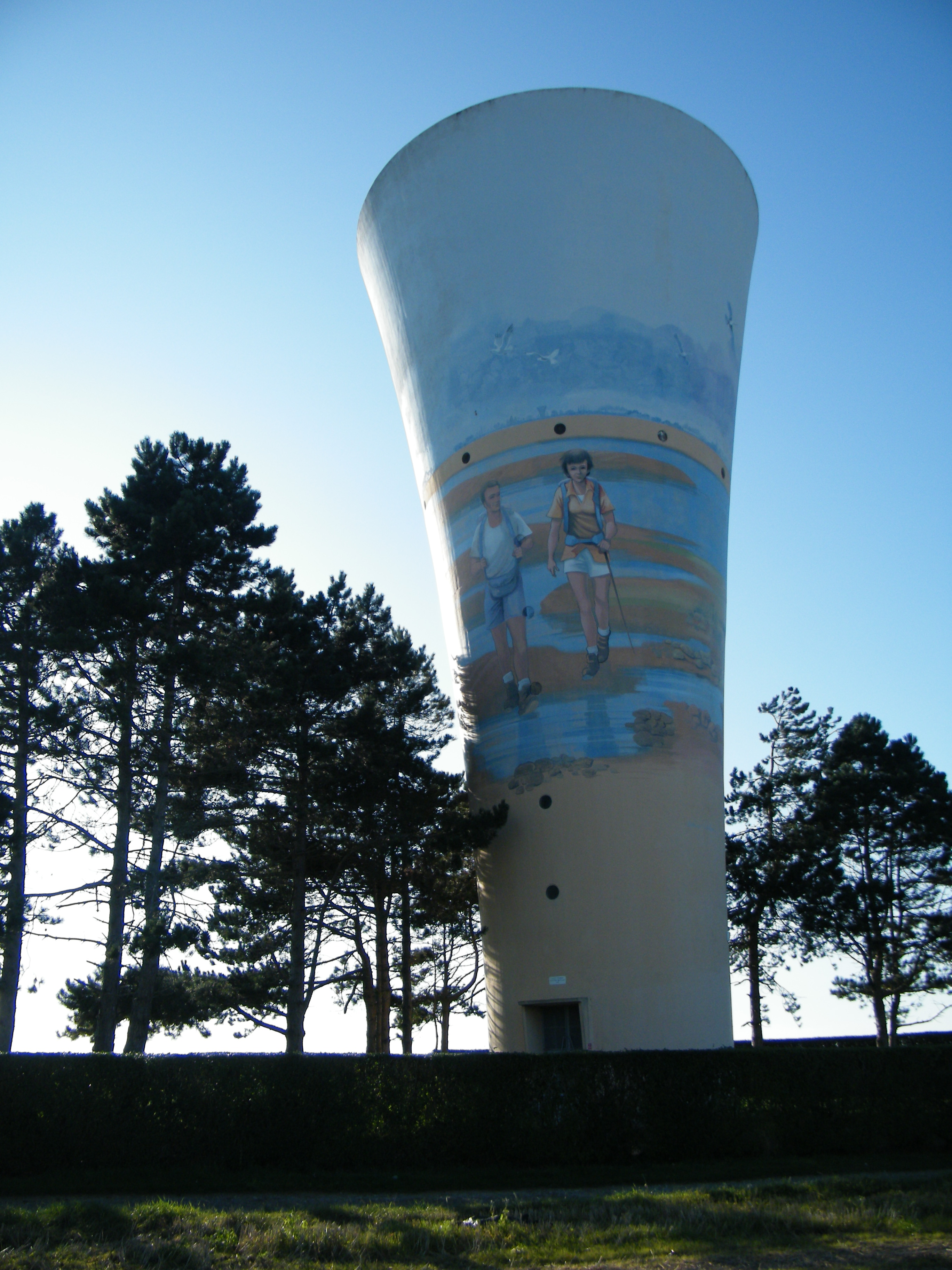
Château d'eau décoré.

### Héraldique
| Blason de Brutelles | Blason  | Parti : au 1er coupé au I de gueules à un lion d'argent, armé, lampassé et couronné d'or, au II d'or à une rose de gueules boutonnée du champ ; au 2d de sinople à un héron d'argent, le bec et l'aigrette de sable. |
| Blason de Brutelles | Détails | Le statut officiel du blason reste à déterminer. |